# Крај
Крај је просторна целина која може имати условне или одређене границе, а карактеришу је одрешена географска (приморски, планински и др.), историјска (новоослобођени, средњовековни и др.), економска (инустријски, развијен, неразвијен, пољопривредни и др.) и друга обележја. Понекад се крај поистовећује са облашћу, подручјем и крајином.
Према неким ауторима, крај је хијерархијски најмања географска регија у релацији област—предео—крај.
Термин „крај” се може односити на административне јединице у Русији, Словачкој и Чешкој.